# Takabisha
Takabisha (jap. 高飛車) ist eine Stahlachterbahn der deutschen Firma Gerstlauer Amusement Rides. Sie wurde am 16. Juli 2011 im japanischen Freizeitpark Fuji-Q Highland eröffnet und ist mit einem maximalen Gefälle von 121° die zweitsteilste Achterbahn der Welt. Sie ist vom Modell Launched Euro-Fighter, auch genannt Kataplektor, und die zweite Anlage dieser Art.
Takabisha bedeutet „dominant; herrisch“ und stammt aus dem Shōgi, wo hisha (in Wortverbindungen -bisha) den Turm bezeichnet. Wörtlich bedeuten die Schriftzeichen von takabisha jedoch „hochfliegender Wagen“.
Andere Achterbahnen im Freizeitpark sind Dodonpa, Eejanaika und Fujiyama.
Am 25. Oktober 2019 wurden im US-amerikanischen Nickelodeon Universe Theme Park mit TMNT Shellraiser eine  fast baugleiche Anlage eröffnet, sie ist um 0,5° steiler.

## Wagen
Takabisha besitzt sechs Wagen. In jedem Wagen können acht Personen (zwei Reihen à vier Personen) Platz nehmen. Als Rückhaltesystem kommen Schulterbügel und Sicherheitsgurte zum Einsatz.